# Balestrate
Balestrate est une commune de la province de Palerme dans la région Sicile, en Italie.

## Administration
| Période                                  | Période  | Identité   | Étiquette | Qualité |
| ---------------------------------------- | -------- | ---------- | --------- | ------- |
| 2017                                     | en cours | Vito Rizzo |           |         |
| Les données manquantes sont à compléter. |          |            |           |         |

### Communes limitrophes
Alcamo, Partinico, Trappeto

## Personnalités
- Salvatore Cannarozzo (1921-1953), parachutiste italien, pionnier de la chute libre et de la dérive, est né à Balestrate.